# Chalautre-la-Petite
Chalautre-la-Petite is een gemeente in het Franse departement Seine-et-Marne (regio Île-de-France) en telt 568 inwoners (1999). De plaats maakt deel uit van het arrondissement Provins.

## Geografie
De oppervlakte van Chalautre-la-Petite bedraagt 9,4 km², de bevolkingsdichtheid is 60,4 inwoners per km².
De onderstaande kaart toont de ligging van Chalautre-la-Petite met de belangrijkste infrastructuur en aangrenzende gemeenten.

## Demografie
Onderstaande figuur toont het verloop van het inwonertal (bron: INSEE-tellingen).